# Wikipédia en maïthili
Wikipédia en maïthili (en maïthili : मैथिली विकिपिडिया [Maithilī vikipiḍiyā]) est l'édition de Wikipédia en maïthili, langue biharie du groupe des langues indiques orientales (en) parlée principalement dans les États du Bihar et du Jharkhand en Inde et au Népal. L'édition est lancée le 6 novembre 2014,,,. Son code est : mai.
Au 21 mars 2025, l'édition en maïthili contient 14 186 articles et compte 15 369 contributeurs, dont 36 contributeurs actifs et 5 administrateurs.

## Présentation

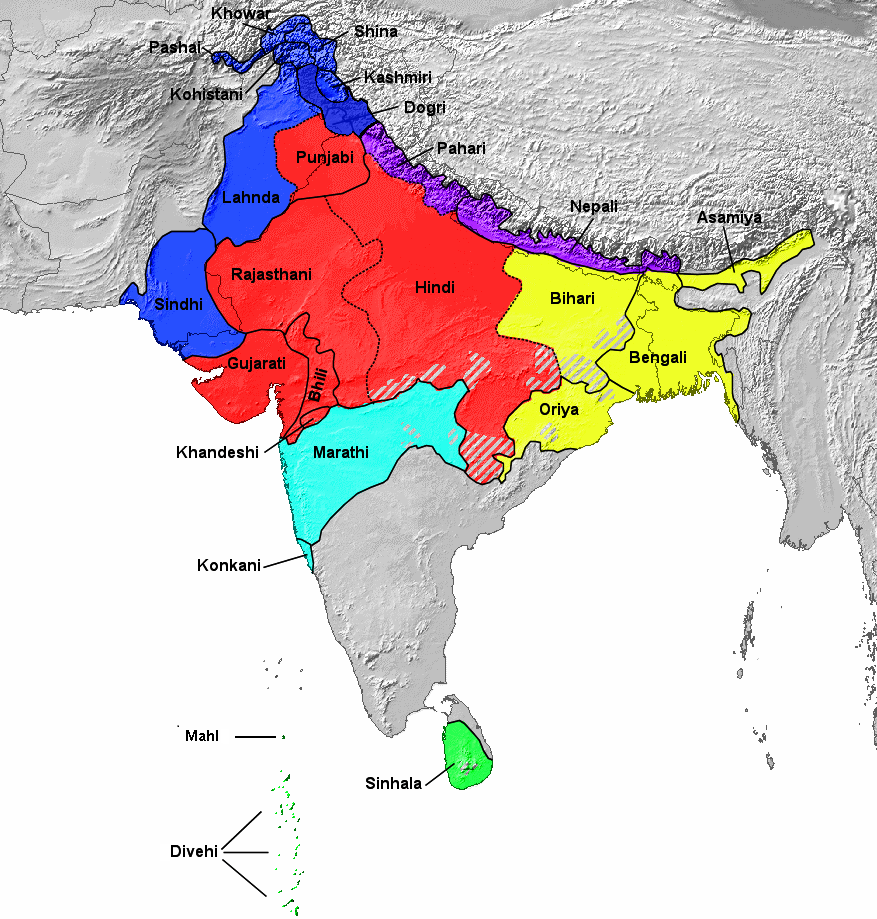
Le maïthili appartient au sous-groupe des langues indiques orientales (en) (indiqué en jaune sur la carte) du groupe des langues indo-aryennes.
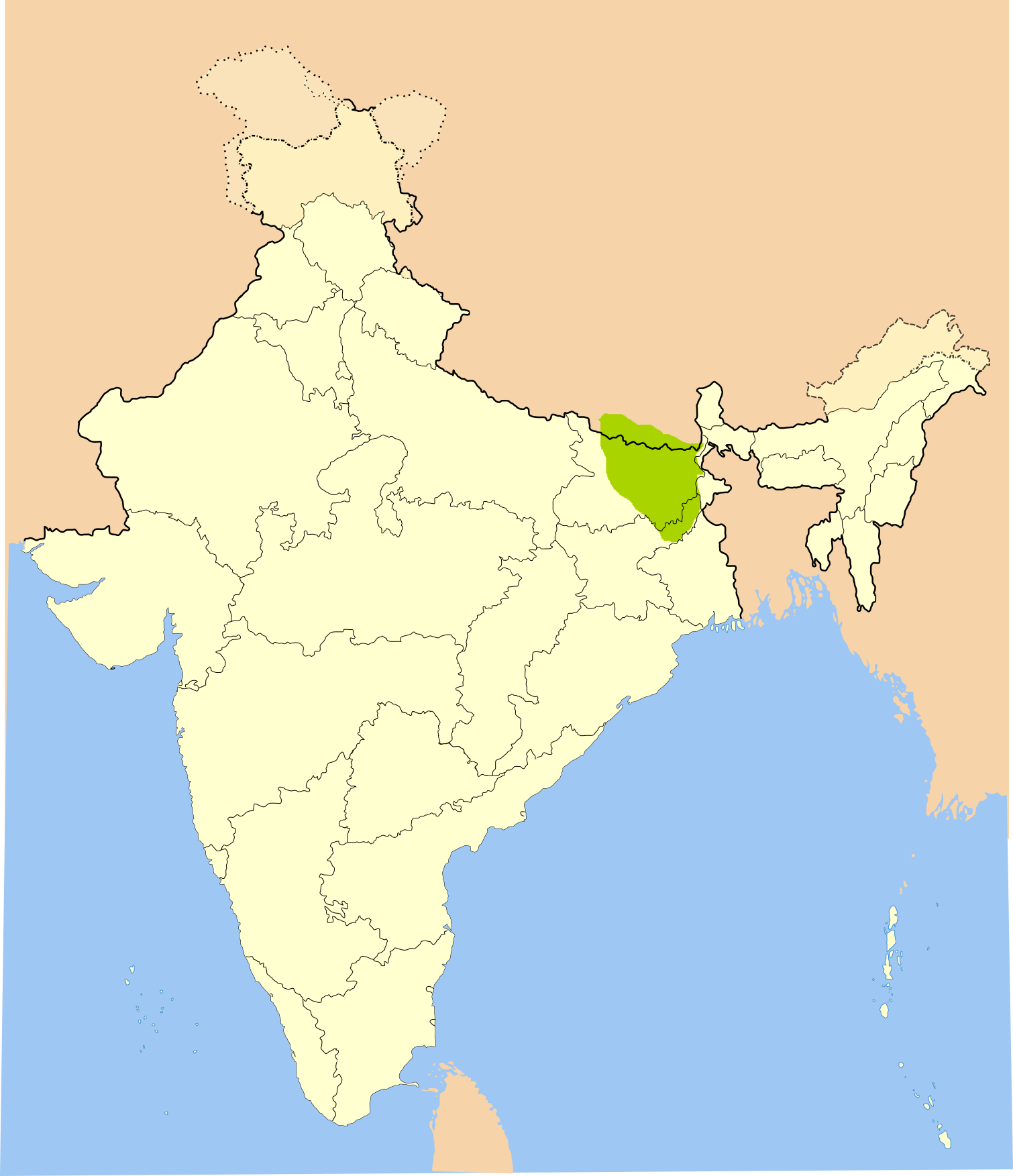
Aire de diffusion du maïthili.

## Statistiques
- Le 2 août 2018, l'édition en maïthili compte 30 273 articles et 6 048 utilisateurs enregistrés, ce qui en fait la 129e[5] édition linguistique de Wikipédia par le nombre d'articles et la 253e[6] par le nombre d'utilisateurs enregistrés, parmi les 287 éditions linguistiques actives.
- Le 18 septembre 2022, elle contient 13 724 articles et compte 11 899 contributeurs, dont 28 contributeurs actifs et 5 administrateurs.
- Le 23 octobre 2022, elle contient 13 720 articles et compte 12 024 contributeurs, dont 30 contributeurs actifs et 5 administrateurs.
- Le 30 septembre 2024, elle contient 14 118 articles et compte 14 788 contributeurs, dont 35 contributeurs actifs et 5 administrateurs.